# Apotropina tonnoiri
Apotropina tonnoiri är en tvåvingeart som först beskrevs av Curtis W. Sabrosky 1955.  Apotropina tonnoiri ingår i släktet Apotropina och familjen fritflugor. Inga underarter finns listade i Catalogue of Life.